# نیکولای برشمن
نیکولای برشمن (روسی: Николáй Дми́триевич Брáшман؛ ۱۴ ژوئن ۱۷۹۶ – ۲۵ مهٔ ۱۸۶۶) دانشمند در زمینه هندسه تحلیلی اهل امپراتوری اتریش بود.